# Cirriformia pentatentaculata
Cirriformia pentatentaculata är en ringmaskart som beskrevs av Hartmann-Schröder och Rosenfeldt 1989. Cirriformia pentatentaculata ingår i släktet Cirriformia och familjen Cirratulidae. Inga underarter finns listade i Catalogue of Life.